# MMEP-Syndrom
Das MMEP-Syndrom ist eine sehr seltene angeborene Erkrankung mit den Hauptmerkmalen Mikrozephalie, Mikrophthalmie, Ektrodaktylie und Prognathie.
Synonyme sind:  Syndromale Mikrophthalmie Typ 8; Microcephaly – Mikrophthalmie – Ektrodaktylie der unteren Extremitäten – Prognathie; Mikrophthalmie, syndromale, Typ 8; MCOPS8; Viljoen-Smart-Syndrom
Die Namensbezeichnung bezieht sich auf die Autoren der Erstbeschreibung aus dem Jahre 1993 durch die südafrikanischen Humangenetiker D. L. Viljoen und R. Smart.

## Verbreitung
Häufigkeit, Ursache und Erbgang sind bislang nicht bekannt.

## Klinische Erscheinungen
Klinische Kriterien sind:
- Mikrozephalie
- Mikrophthalmie
- Prognathie
- Ektrodaktylie